# 候潮门

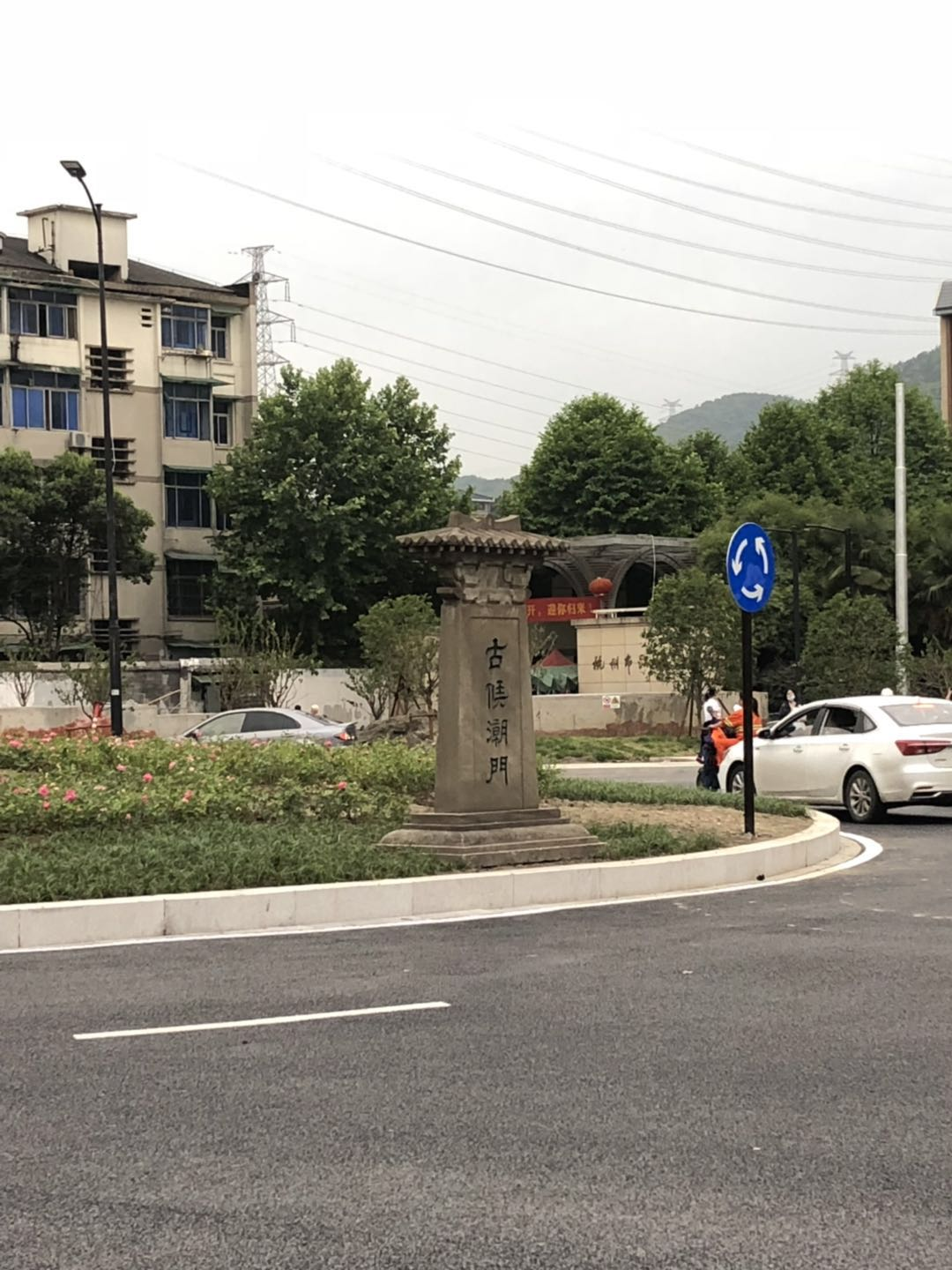
古候潮门石碑

候潮门是杭州古城的东南门。

## 历史
始建于五代吴越时期，因筑城时以竹笼盛巨石，用车运去以定城墙的基石，故名竹车门。南宋绍兴二十八年（1158年）在竹车门旧基重建此门，因城门濒临钱塘江，每日可以两次候潮，得名候潮门。
古时杭城内的绍兴老酒都由候潮门入城，故有“候潮门外酒坛儿”之民谣。1913年杭城拆城筑路时城门被拆，在原址立有石碑。2016年，受到杭州地铁5号线候潮路站施工的影响，雄镇楼大转盘被拆除，候潮门原址上的石碑也被移除，在地铁完工后，石碑恢复原位。
钱江四桥在候潮门以南连接钱江两岸。